# 木论国家级自然保护区
木论国家级自然保护区位于中华人民共和国广西壮族自治区环江毛南族自治县西北部，总面积10,800公顷，为中亚热带石灰岩常绿落叶阔叶林分布区。年均气温19.4℃, 年降水量1,500毫米，为中亚热带季风气候。土壤主要为石灰土和零星的硅质土。该保护区与相邻的贵州荔波茂兰国家级自然保护区共同组成了目前世界上同纬度地区残存下来的仅有的喀斯特森林生态系统。
保护区内有环江木论喀斯特生态旅游景区，现为中国国家4A级旅游景区。
2000年，中国科学院在此建设广西环江喀斯特农田生态系统国家野外科学观测研究站暨中国科学院环江喀斯特生态系统观测研究站（环江站），隶属于中国科学院亚热带农业生态研究所。
2014年，经联合国教科文组织世界遗产委员会批准，环江喀斯特作为中国南方喀斯特二期的一部分纳入世界遗产名录。环江喀斯特世界遗产核心区面积7129公顷，缓冲区面积4430公顷，为一期荔波喀斯特的扩展区域，两者共同组成了从高原到低地斜坡地形上的锥状喀斯特地貌，展示了丰富多样的地表和地下喀斯特地貌形态及生物多样性，反映了一个完整而独特的喀斯特演化过程，是大陆湿润热带－亚热带锥状喀斯特的杰出代表。《环江毛南族自治县喀斯特世界自然遗产保护条例》于2022年9月23日经广西壮族自治区第十三届人民代表大会常务委员会第三十三次会议通过，2022年11月1日正式施行。